# 達里恩 (伊利諾伊州)
達里恩（英語：Darien）是一個位於美國伊利諾伊州杜佩奇縣的城市。

## 地理
達里恩的座標為41°44′44″N 87°58′52″W / 41.74556°N 87.98111°W，而該地的平均海拔高度為231米（即758英尺）。

## 人口
根據2010年美國人口普查的數據，達里恩的面積為16.36平方千米，當中陸地面積為16.04平方千米，而水域面積為0.32平方千米。當地共有人口22086人，而人口密度為每平方千米1,350人。